# Angaur
Angaur (in inglese Angaur; in giapponese アンガウル) è uno dei 16 stati in cui si divide Palau. Il capoluogo è Ngeremasch.

## Geografia fisica
Lo Stato di Angaur è costituito dall'omonima isola, a sud dell'arcipelago principale delle Palau, per un'estensione totale di 8 km². Si trova a sud-ovest di Peleliu, dalla quale è separata da uno stretto di circa 10 km. La sua popolazione era nel 1990 di 206 abitanti. Essa si divide tra il villaggio-capoluogo, Ngaramasch, e il villaggio di Rois, immediatamente ad est del primo.
Il lato orientale dell'isola è prevalentemente sabbioso, con poche scogliere, mentre il lato occidentale ha una piccola laguna con un piccolo porto peschereccio e mercantile.
La popolazione vive di agricoltura, pesca e produzione di fosfati. L'isola è una popolare località per praticare il surf.
Si può raggiungere Angaur sia con l'aereo che con la nave. In passato su quest'isola si trovava una base della Marina degli Stati Uniti.
Le lingue ufficiali sono l'angaur, l'inglese e il giapponese.
Sull'isola si trovano un piccolo tempio shintoista e un memoriale buddhista, per ricordare i caduti giapponesi.

## Storia
Dal 1909 al 1954 sull'isola era attiva una miniera di fosfati, originariamente tedesca, poi amministrata dai giapponesi e in seguito dagli americani. È l'unica isola della Micronesia ad essere abitata da scimmie: si tratta di macachi, importati sull'isola durante il periodo di dominazione tedesca (l'isola è anche chiamata Isola delle Scimmie).
Nella seconda guerra mondiale vi venne combattuta una battaglia tra le forze giapponesi e quelle statunitensi, la Battaglia di Angaur. Sull'isola è ancora facile trovare ovunque relitti connessi al periodo bellico.
Dal 1945 al 1978 la Guardia Costiera Statunitense creò una base per il sistema LORAN, la LORSTA Palau, come parte del programma mondiale di navigazione LORAN.
Nel 2003 il Congresso Nazionale di Palau ha legalizzato i casinò.